# Wilhelminapark (Rijswijk)
Het Wilhelminapark in de Zuid-Hollandse plaats Rijswijk  is een groot openbaar wandel- en recreatiepark dat eind 20e eeuw is aangelegd. De heuvels in het park zijn gecreëerd uit voormalige puinstorten. Er zijn waterpartijen, een ondiepe voor zwemrecreatie met een strand, en diepe voor duik- en hengelsport. De diepe waterpartijen zijn ontstaan door zandwinning, waarbij het zand aan gemeente Den Haag werd verkocht. Het park ligt ingeklemd tussen de A4, de Prinses Beatrixlaan en de spoorlijn Amsterdam  - Rotterdam. Ten oosten van de spoorlijn ligt het Elsenburgerbos.
Het park heeft een parkeervoorziening, een natuurtuin, een kruidentuin, verschillende waterplassen. 
Van 2003 tot 2009 werd jaarlijks het gratis toegankelijke popfestival Herfstpop op het terrein gehouden. De laatste keer  was in 2011.
In 2010 is het gehele park heringericht. Hierbij is onder andere een grotere waterberging gerealiseerd. Het naaktrecreatiestrandje is daarbij opgeheven, evenals een carpoolvoorziening, die daarna als gewone parkeerplaats is ingericht. Ook is de uitzichttoren verwijderd.
In de periode 2018-2024 is en wordt het stadspark opnieuw ingericht met meer voorzieningen, zoals meer sportmogelijkheden en een horecagelegenheid.
Het park is afgesloten voor doorgaand gemotoriseerd verkeer, terwijl fietsers en voetgangers een onbelemmerde doorgang hebben.
De dichtstbijzijnde bushalte is Terras van Sion. (ongeveer 10 minuten lopen)

## Foto's

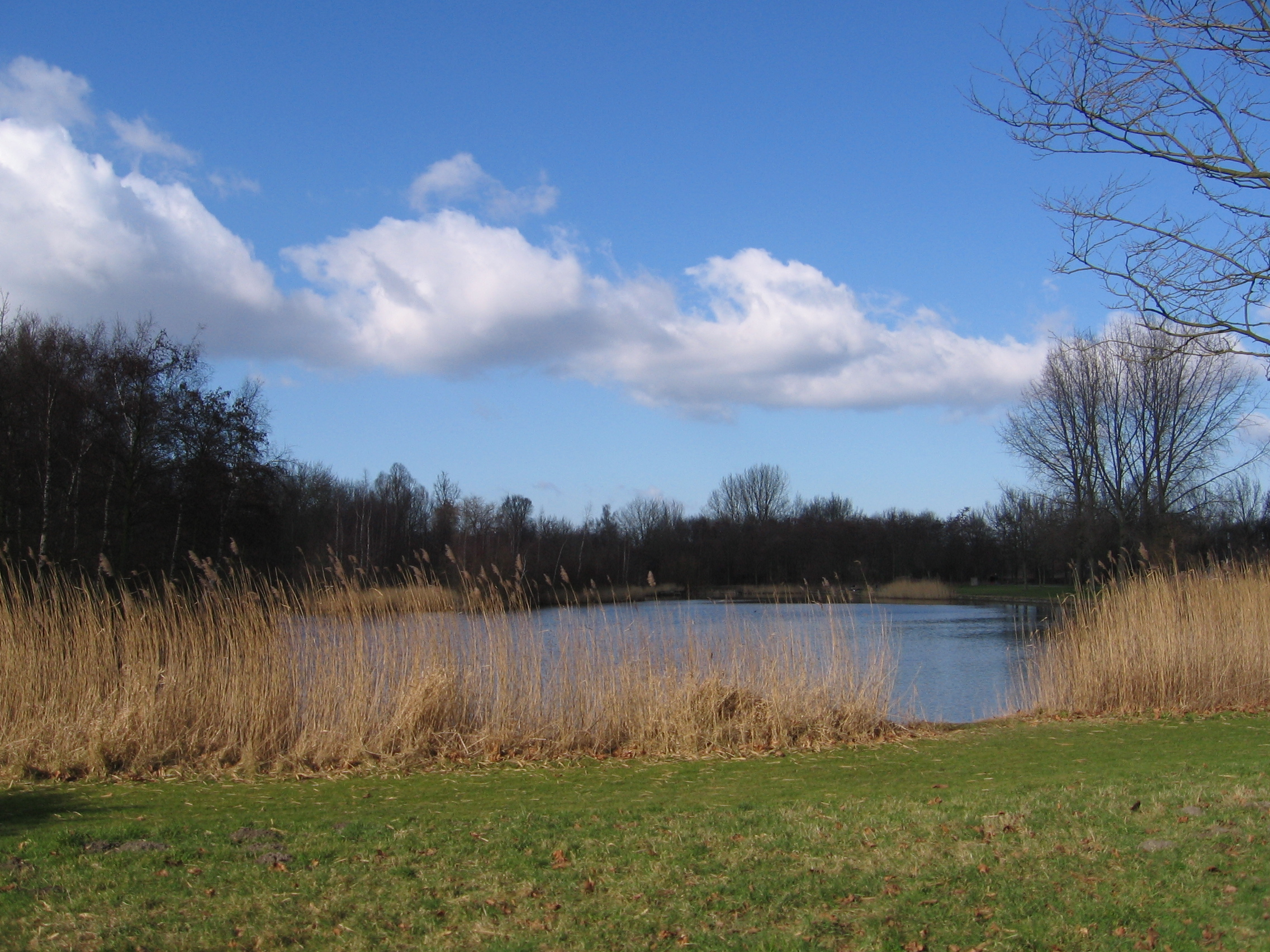
Waterplas in het Wilhelminapark
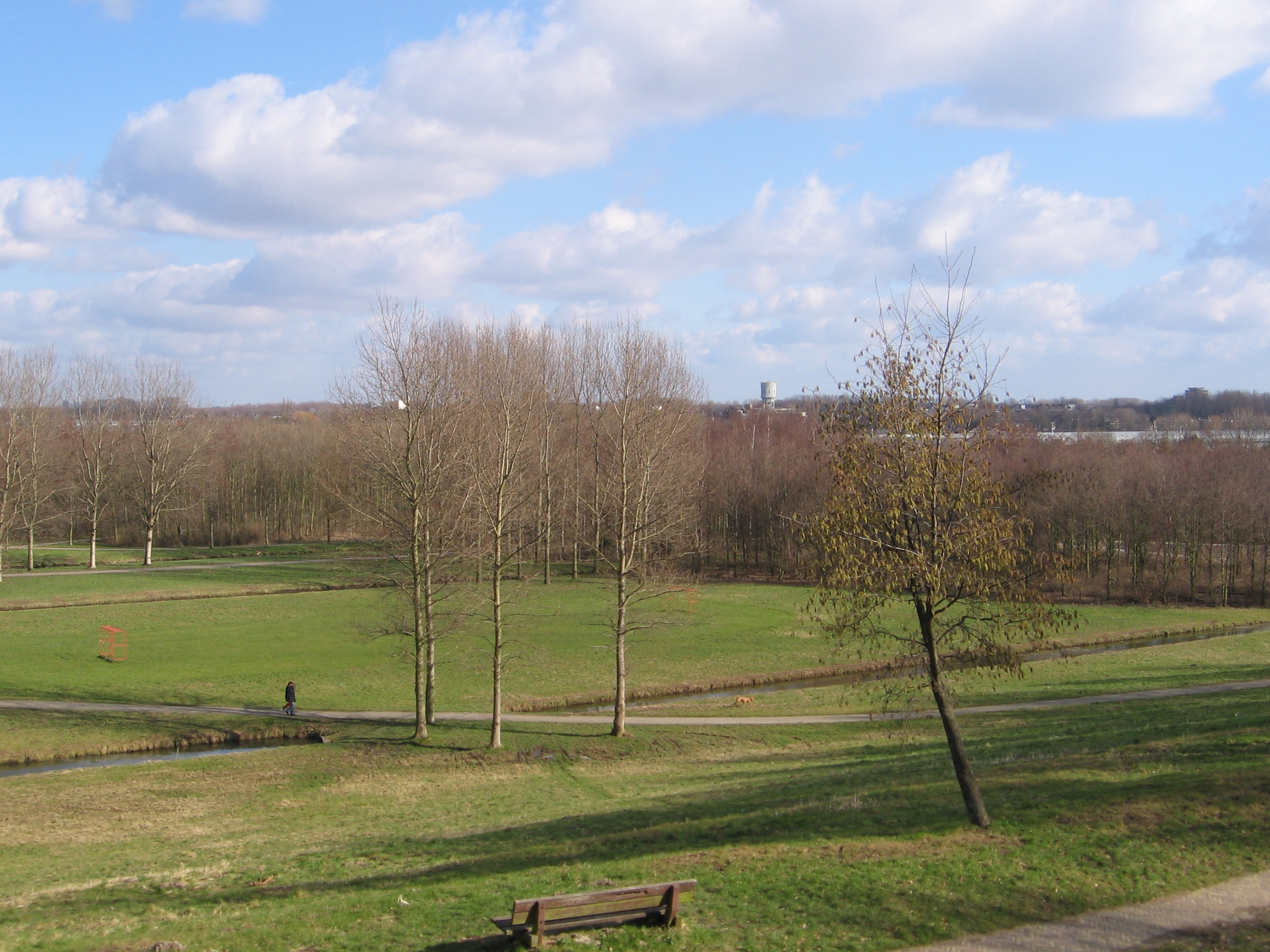
Uitzicht vanaf de heuvel